# Sorbus sambucifolia
Sorbus sambucifolia là loài thực vật có hoa trong họ Hoa hồng. Loài này được (Cham. & Schltdl.) M. Roem. miêu tả khoa học đầu tiên năm 1847.

## Hình ảnh

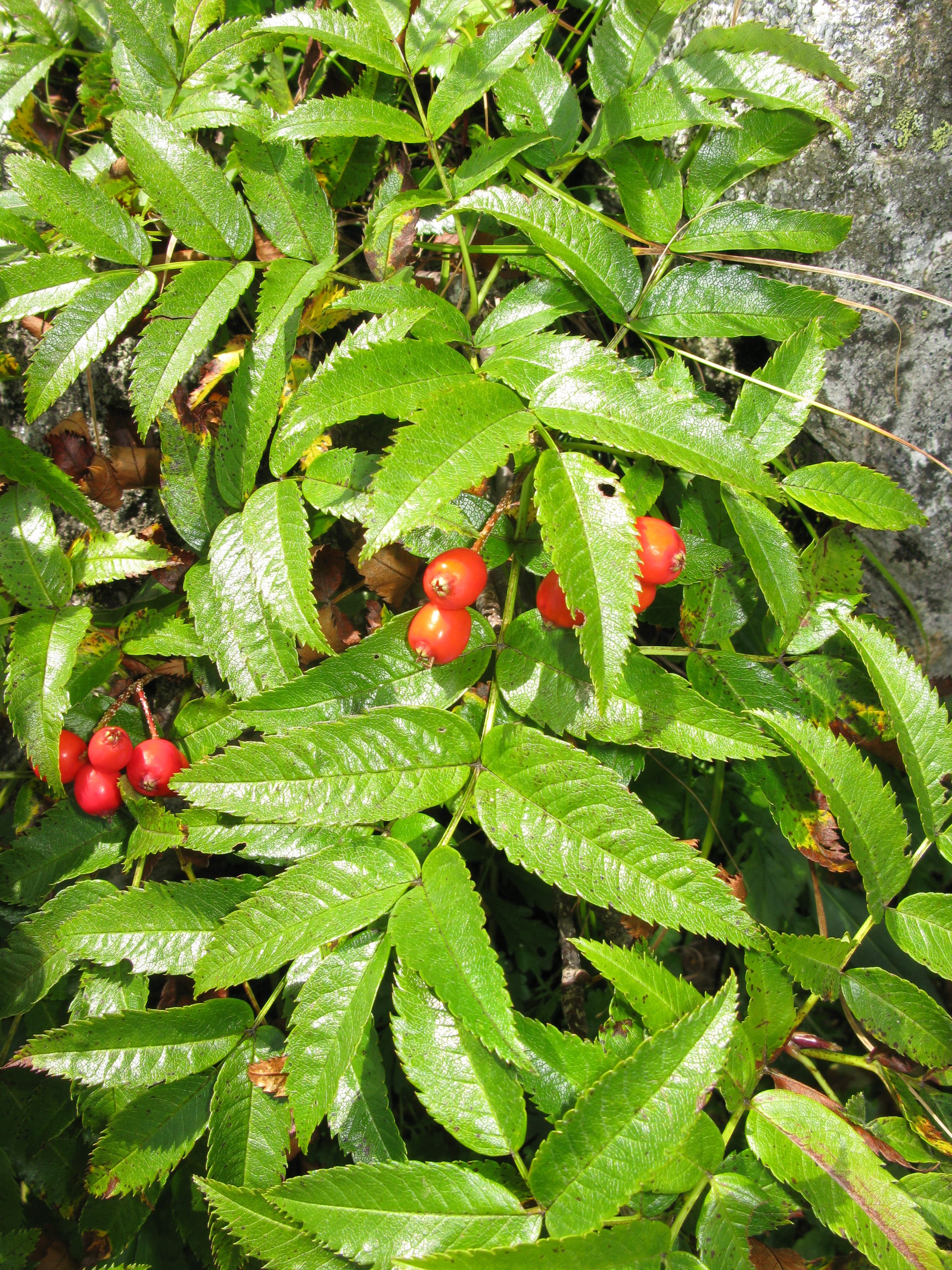
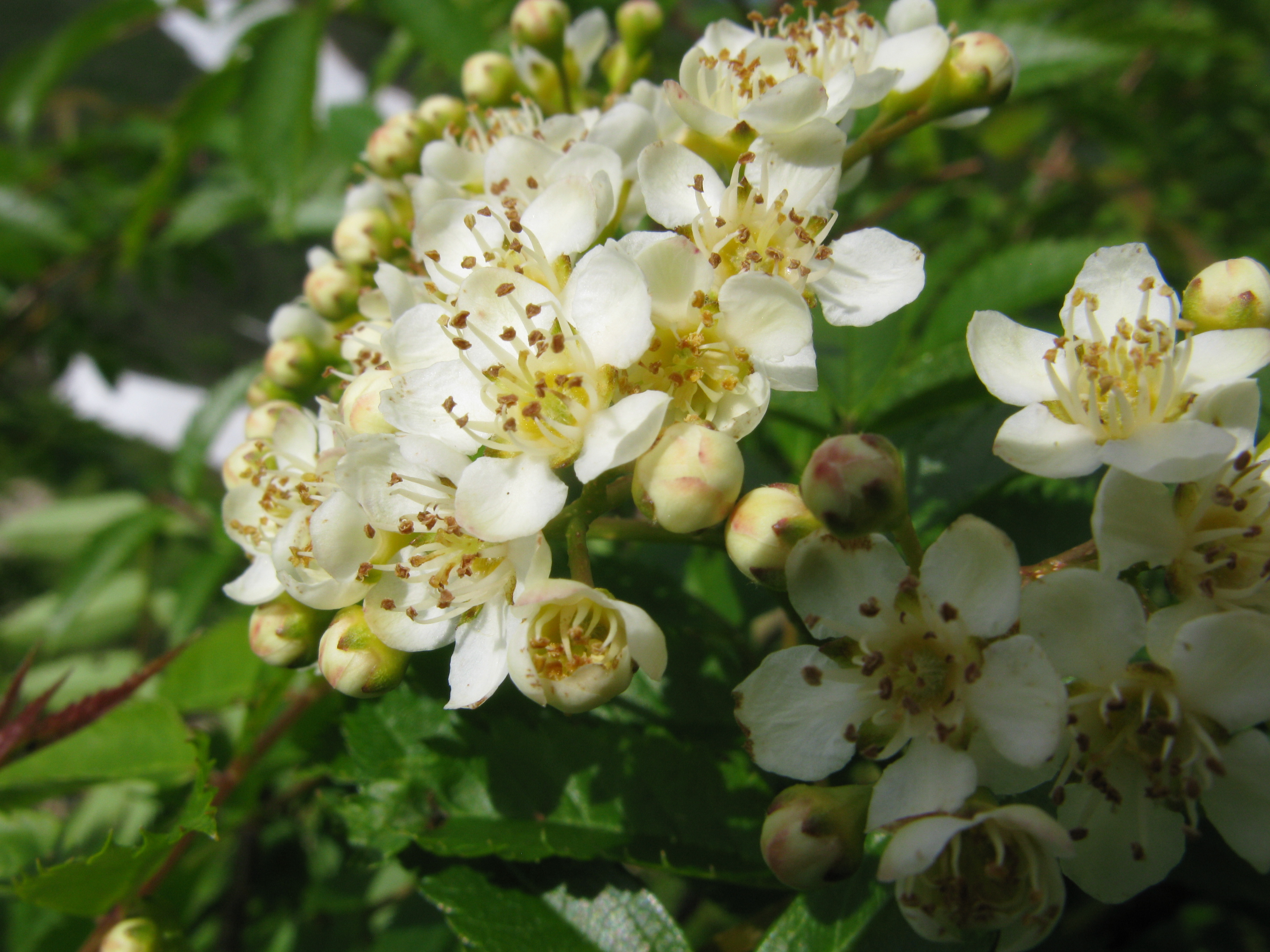
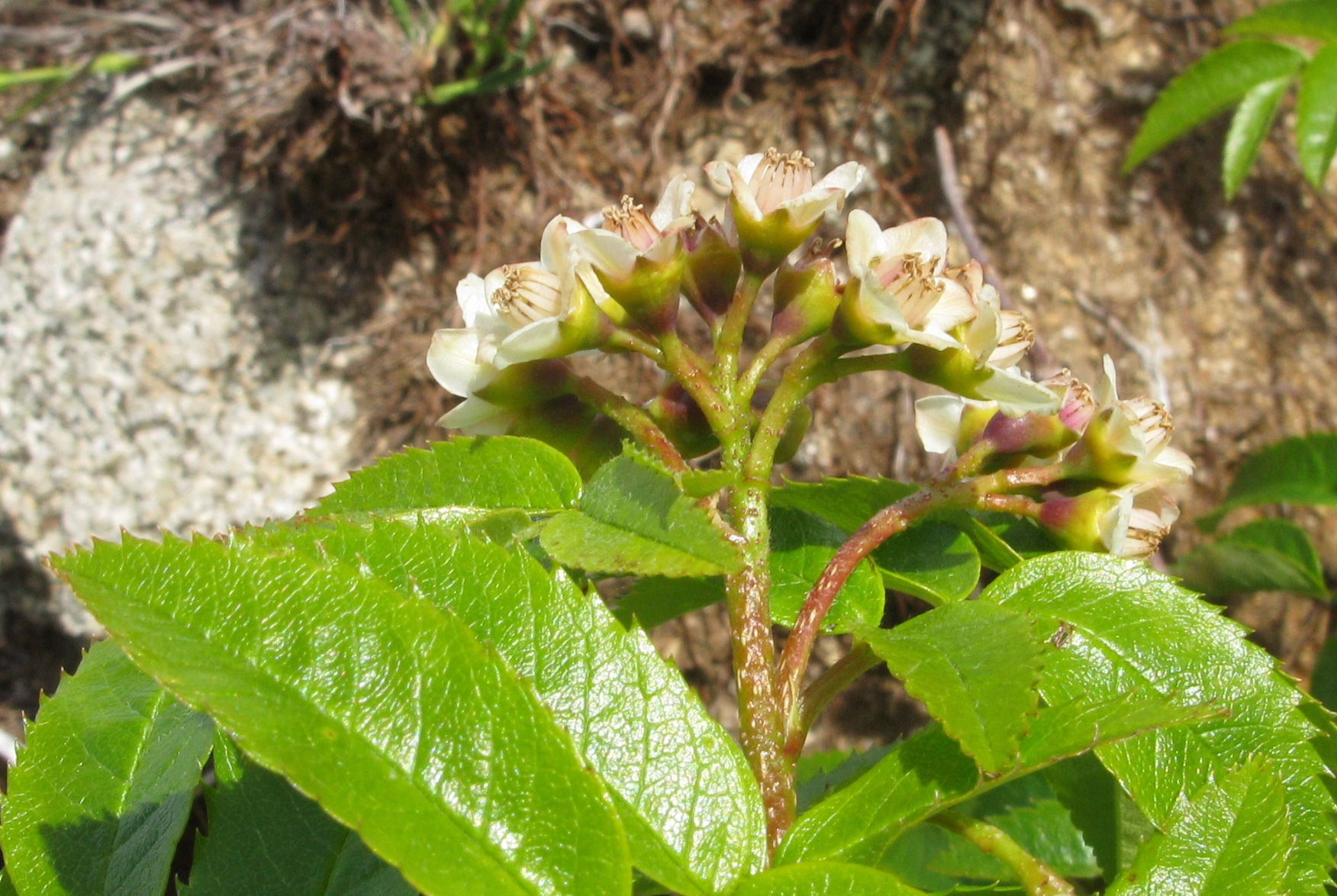
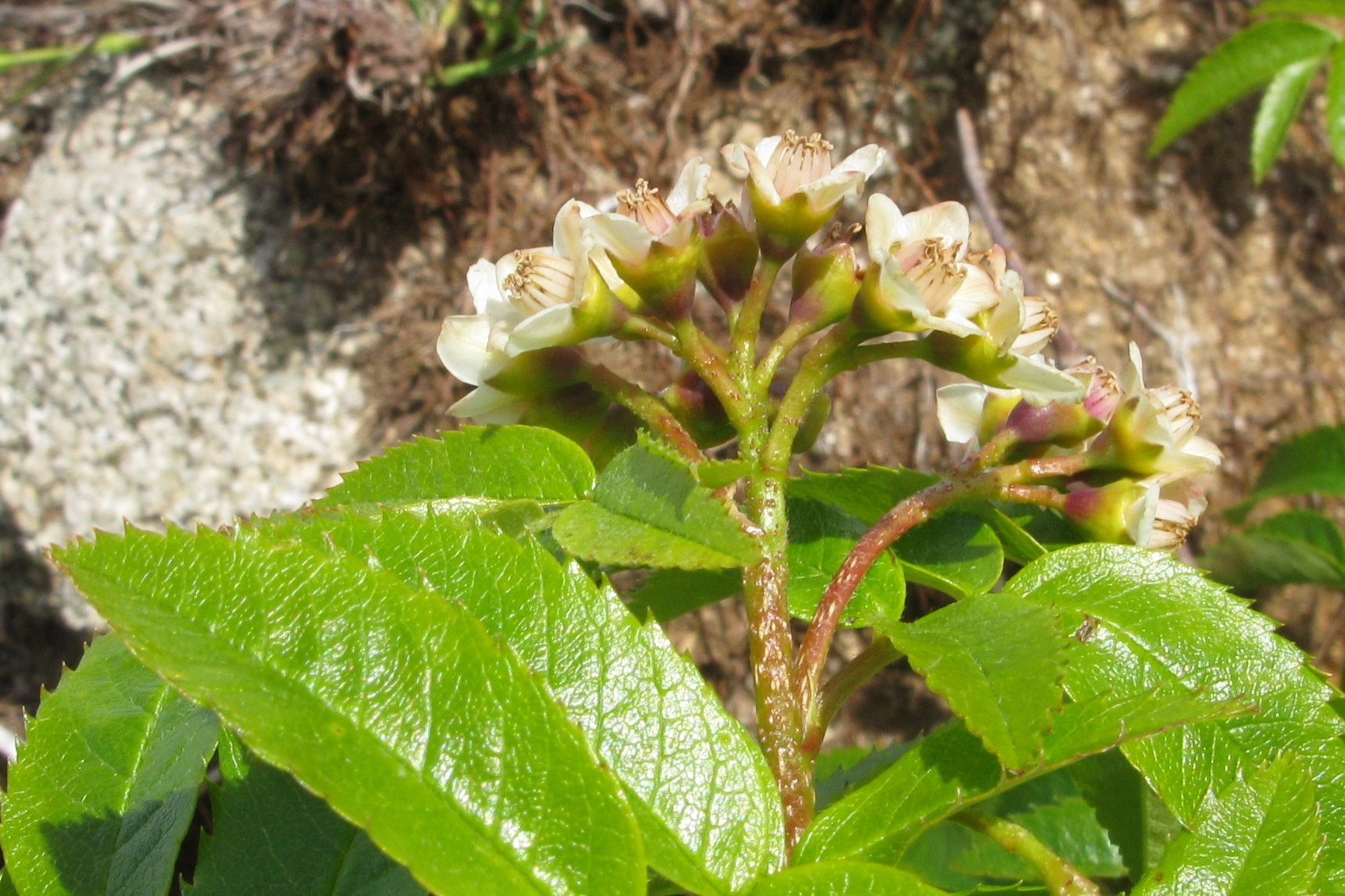